# Gotland Ring
Der Gotland Ring ist eine permanente Test- & Motorsport-Rennstrecke die etwa 3,5 km östlich des Hafenorts Kappelshamn auf der schwedischen Insel Gotland liegt. Mit 7,3 km Länge ist sie die derzeit längste Motorsportanlage in Schweden.

## Geschichte
Der Bau des ersten Abschnitts der Strecke wurde 2003 begonnen. 2021 wurde die Südschleife als zweiter Abschnitt der Strecke komplettiert. Es existieren Pläne die Anlage mit weiteren Streckenabschnitten auf eine Gesamtlänge von 28 km zu erweitern.

## Streckenbeschreibung
Die Anlage besteht derzeit aus 3 kombinierbaren Streckenabschnitten, von denen 2 parallel betrieben werden können. Es können derzeit 4 Streckenvarianten von 7,3, 6,0, 4,1 und 3,1 km Länge konfiguriert werden. Die Strecke weist eine Breite von 12–20 Metern auf.
Auf dem Gelände der Anlage befinden sich auch eine E-Kart-Bahn und ein E-Bike-Track.

## Veranstaltungen
Wegen der abgelegenen Lage der Strecke finden kaum Motorsportveranstaltungen statt. Seit 2019 startet die Swedish Touring Endurance Championship auf dem Kurs. Schwerpunkt der Veranstaltungen sind Trackdays und Automobilpräsentationen.